# Ubaldo Fillol
Ubaldo Matildo Fillol, född 21 juni 1950 i San Miguel del Monte i Argentina, är en argentinsk f.d. fotbollsmålvakt. Han deltog i VM 1974, 1978 och 1982 för Argentinas landslag. Han var även med i sydamerikanska kvalet till VM 1986 men valdes inte till truppen som gick till slutspel, och sedan vann, i Mexiko. Han ses av många som en av de bästa fotbollsmålvakterna genom tiderna.
1977 blev han den förste målvakten att få utmärkelsen Olimpia de Plata som delas ut till varje års bästa argentinska fotbollsspelare av sportjournalister.
Vid VM 1978 bar han tröja nummer 5 istället för 1, som brukar vara målvaktssiffran. Det berodde på att Argentina vid den tiden delade ut tröjnummer i alfabetisk ordning. Nummer 1 bars istället av Norberto Alonso. Av samma anledning bar han tröja nummer 7 vid VM 1982 medan Osvaldo Ardiles bar nummer 1. Metoden tilläts senast vid VM 1986. Värt att nämna är att Nederländernas målvakt Jan Jongbloed bar nummer 8 vid VM 1978, som vanligtvis är till för mittfältare.